# Asian Five Nations 2013
L’Asian Five Nations 2013 (in inglese 2013 Asian Five Nations e, per esigenze di sponsorizzazione, 2013 HSBC Asian 5 Nations) fu la 6ª edizione dell'Asian Five Nations organizzato dall'ARFU, nonché in assoluto il 26º campionato asiatico di rugby a 15.
Il torneo si svolse complessivamente tra marzo e luglio 2013, con gli incontri della divisione superiore, il Top Five, che ebbero luogo tra il 20 aprile e il 18 maggio.
Le gare del Top Five e della 1ª divisione valsero anche come terzo turno delle qualificazioni asiatiche alla Coppa del Mondo di rugby 2015, secondo il seguente meccanismo: la vincitrice della 1ª divisione accedette al Top 5 della stagione seguente, mentre l'ultima classificata, retrocedendo, uscì dalle qualificazioni essendo l'ultimo turno costituito dalla disputa del Top Five 2014.
Il Top 5 fu vinto per la sesta volta consecutiva dal Giappone che così si aggiudicò, con un turno d'anticipo, il suo ventunesimo titolo di campione d'Asia; a uscire dal Top 5, e quindi dalle qualificazioni mondiali, furono gli Emirati Arabi Uniti, retrocessi in 1ª divisione 2014.
Il torneo di 1ª divisione 2013 fu invece appannaggio dello Sri Lanka, vincitore del torneo organizzato in casa a Colombo: decisivo fu l'ultimo incontro con l'altra pretendente alla vittoria, il Kazakistan, battuta 49-18; ad assistere all'incontro decisivo il presidente srilankese Mahinda Rajapaksa, cui due suoi figli, uno dei quali parlamentare fuori dal campo, vestivano quel giorno la maglia nazionale nei ruoli di terza ala e pilone.
Anche la seconda divisione si tenne a Colombo, tra il 4 e l'8 giugno, e fu vinta da Singapore che così rientrò in prima divisione; il torneo di 3ª divisione, a Kuala Lumpur (Malesia), dal 5 all'8 giugno, vide promosso il Qatar; quello di 4ª divisione (Dubai, 8-10 maggio) fu vinto dal Libano, mentre invece la 5ª divisione fu in incontro a doppia gara a Phnom Penh tra Cambogia e Brunei, vinto con un complessivo 66-0 (38-0 e 28-0) dai primi.
Per tutti i tornei a girone all'italiana il sistema di punteggio fu una variante di quello adottato dalle squadre dell'Emisfero Sud, vale a dire 5 punti (invece di 4) per la vittoria, 3 punti (invece di 2) per il pareggio, 0 punti per la sconfitta; un eventuale punto di bonus sia per avere realizzato almeno quattro mete in un incontro e un ulteriore eventuale punto di bonus per la sconfitta con sette o meno punti di scarto.

## Squadre partecipanti
| Top 5               | Divisione 1   | Divisione 2 | Divisione 3 | Divisione 4 | Divisione 5 |
| ------------------- | ------------- | ----------- | ----------- | ----------- | ----------- |
| Corea del Sud       | Kazakistan    | India       | Cina        | Laos        | Brunei      |
| Emirati Arabi Uniti | Sri Lanka     | Iran        | Guam        | Libano      | Cambogia    |
| Filippine           | Taipei cinese | Malaysia    | Indonesia   | Pakistan    |             |
| Giappone            | Thailandia    | Singapore   | Qatar       | Uzbekistan  |             |
| Hong Kong           |               |             |             |             |             |

## Top Five
| Arbitro: | Dewi Rowlands |

| |      |  |
| Ono 12’, 51’ Kikutani 21’ Ryukoliniashi 28’, 32’ Tatekawa 35’, 71’ Sau 38’, 79’ Makabe 41’ Onozawa 46’ Fukuoka 53’, 61’ Mikami 63’ 56’ 65’ Goromaru 69’ Hatakeyama 74’ Aoki | mt   |  |
| Goromaru 13’, 29’, 33’, 36’, 39’, 42’, 57’, 61’, 63’, 70’, 72’, 75’, 80’ | tr   |  |
| Goromaru 7’ | c.p. |  |

| Arbitro: | Taizo Hirabayashi |

|                                                                          |      |              |
| Megaw 11’, 75’ Lamming 20’ Rees 26’, 70’ McColl 33’ McKee 55’ Maclay 73’ | mt   | 36’ Williams |
| McAdam 11’ Rowark 26’, 55’, 73’, 75’                                     | tr   | 36’ Ham      |
| McAdam 8’                                                                | c.p. |              |

| Arbitro: | Tobi Lothian |

|            |      |                                                                                    |
| Woods 21’  | mt   | 13’ Kwon 19’, 37’, 40’, 56’ G.M. Kim 26’, 72’ Jegal 61’ Hwang 63’ Y.M. Kim 76’ Yoo |
| Coombe 21’ | tr   | 26’, 37’, 40’, 56’, 61’, 63’, 72’ Y.H. Oh 76’ J.M. Oh                              |
| Coombe 31’ | c.p. | 9’, 47’ Y.H. Oh 40’ J.M. Oh                                                        |

| Arbitro: | Aaron Littlewood |

|  |    |                                                           |
|  | mt | 7’ Kizu 38’ Ono 44’ Inamura 64’, 67’ T. Hirose 80’ Fujita |
|  | tr | 7’, 38’, 44’, 80’ Goromaru                                |

| Arbitro: | Tobi Lothian |

|                                                                                          |    |        |
| Ono 1’ Fukuoka 6’, 9’ Kikutani 23’, 34’ Fujita 36’ Tui 51’ tecnica 69’ Goromaru 72’, 79’ | mt | 77’ Oh |
| Goromaru 1’, 6’, 9’, 34’, 36’, 51’, 69’                                                  | tr |        |

| Manila 4 maggio 2013, ore 19 UTC+8 | Filippine | 20 – 59 | Hong Kong | Rizal Satdium |

| Arbitro: | Dewi Rowlands |

|         |      | |
|         | mt   | 8’, 26’, 45’ Kikutani 21’, 32’, 34’, 73’ Inamura 37’, 40+2’ Fujita 15’ Asahara 59’ Aoki 63’ Yasui 65’ Tatekawa 76’ Onozawa 80’ Hiwasa |
|         | tr   | 8’, 27’ Tamura 42’, 45’ Nakamura 59’, 63’, 65’, 76’, 80’ Tatekawa                                                                     |
| Ham 48’ | c.p. | |

| Arbitro: | Taku Otsuki |

|                                                                                |      |                                     |
| J.M Kim 2’ G.M. Kim 11’, 33’ Heo 22’ Yang 24’ Lee 30’, 44’ Y.H. Oh 55’ Han 70’ | mt   | 15’ Feeney 63’ Bellenie 74’ Olivier |
| Y.H. Oh 2’, 22’, 24’, 33’, 44’, 55’ J.M. Oh 70’                                | tr   | 63’, 74’ Aronson                    |
| Y.H. Oh 40’                                                                    | c.p. |                                     |

| Arbitro: | Taizo Hirabayashi |

|                                                             |      |                                      |
| G.M. Kim 3’, 43’ N.W. Kim 77’ J.M. Kim 79’ Oh 10’, 41’, 67’ | mt   |                                      |
| Oh 10’, 43’, 67’, 77’                                       | tr   | 58’ Rees 80’ McColl                  |
|                                                             | c.p. | 17’, 35’, 55’, 65’ Rowark 65’ Glancy |

| Manila 18 maggio 2013, ore 19 UTC+8 | Filippine | 24 – 8 | Emirati Arabi Uniti | Rizal Satdium |

### Classifica
|  | Squadra             | G | V | N | P | P+  | P-  | diff. | B | PT |
|  | ------------------- | - | - | - | - | --- | --- | ----- | - | -- |
|  | Giappone            | 4 | 4 | 0 | 0 | 316 | 8   | +308  | 4 | 24 |
|  | Corea del Sud       | 4 | 3 | 0 | 1 | 185 | 115 | +70   | 3 | 18 |
|  | Hong Kong           | 4 | 2 | 0 | 2 | 134 | 108 | +26   | 2 | 12 |
|  | Filippine           | 4 | 1 | 0 | 3 | 63  | 250 | -187  | 1 | 6  |
|  | Emirati Arabi Uniti | 4 | 0 | 0 | 4 | 28  | 245 | -217  | 0 | 0  |

## 1ª divisione
| Data      | Incontro                   | Risultato | Sede    |
| --------- | -------------------------- | --------- | ------- |
| 31-3-2013 | Kazakistan ― Thailandia    | 10-33     | Colombo |
| 31-3-2013 | Sri Lanka ― Taipei cinese  | 39-8      | Colombo |
| 3-4-2013  | Kazakistan ― Taipei cinese | 42-10     | Colombo |
| 3-4-2013  | Sri Lanka ― Thailandia     | 45-7      | Colombo |
| 6-4-2013  | Taipei cinese ― Thailandia | 52-23     | Colombo |
| 6-4-2013  | Sri Lanka ― Kazakistan     | 49-18     | Colombo |

|  | Classifica    | G | V | N | P | P+  | P-  | diff. | B | PT |
|  | ------------- | - | - | - | - | --- | --- | ----- | - | -- |
|  | Sri Lanka     | 3 | 3 | 0 | 0 | 133 | 33  | +100  | 3 | 18 |
|  | Kazakistan    | 3 | 1 | 0 | 2 | 70  | 92  | -22   | 1 | 6  |
|  | Taipei cinese | 3 | 1 | 0 | 2 | 70  | 104 | -34   | 1 | 6  |
|  | Thailandia    | 3 | 1 | 0 | 2 | 63  | 107 | -44   | 0 | 5  |

## 2ª divisione
|  | Semifinali | Semifinali | Semifinali |          |           | Finale          | Finale          | Finale          |  |
|  |            |            |            |          |           |                 |                 |                 |  |
|  | Singapore  | Singapore  | 67         |          |           |                 |                 |                 |  |
|  | Singapore  | Singapore  | 67         |          |           |                 |                 |                 |  |
|  | India      | India      | 8          |          |           |                 |                 |                 |  |
|  | India      | India      | 8          |          | Singapore | Singapore       | 20              |                 |  |
|  |            |            |            |          | Singapore | Singapore       | 20              |                 |  |
|  |            |            | Malaysia   | Malaysia | 17        |                 |                 |                 |  |
|  | Malaysia   | Malaysia   | Malaysia   | Malaysia | 17        | 48              |                 |                 |  |
|  | Malaysia   | Malaysia   |            |          |           | 48              |                 |                 |  |
|  | Iran       | Iran       | 10         |          |           | Finale 3º posto | Finale 3º posto | Finale 3º posto |  |
|  | Iran       | Iran       | 10         |          |           |                 |                 |                 |  |
|  |            |            |            |          |           |                 |                 |                 |  |
|  |            |            |            |          |           | India           | India           | 13              |  |
|  |            |            |            |          |           | India           | India           | 13              |  |
|  |            |            |            |          |           | Iran            | Iran            | 30              |  |

## 3ª divisione
|  | Semifinali | Semifinali | Semifinali |       |      | Finale          | Finale          | Finale          |  |
|  |            |            |            |       |      |                 |                 |                 |  |
|  | Guam       | Guam       | 33         |       |      |                 |                 |                 |  |
|  | Guam       | Guam       | 33         |       |      |                 |                 |                 |  |
|  | Indonesia  | Indonesia  | 15         |       |      |                 |                 |                 |  |
|  | Indonesia  | Indonesia  | 15         |       | Guam | Guam            | 7               |                 |  |
|  |            |            |            |       | Guam | Guam            | 7               |                 |  |
|  |            |            | Qatar      | Qatar | 13   |                 |                 |                 |  |
|  | Cina       | Cina       | Qatar      | Qatar | 13   | 0               |                 |                 |  |
|  | Cina       | Cina       |            |       |      | 0               |                 |                 |  |
|  | Qatar      | Qatar      | 76         |       |      | Finale 3º posto | Finale 3º posto | Finale 3º posto |  |
|  | Qatar      | Qatar      | 76         |       |      |                 |                 |                 |  |
|  |            |            |            |       |      |                 |                 |                 |  |
|  |            |            |            |       |      | Indonesia       | Indonesia       | 37              |  |
|  |            |            |            |       |      | Indonesia       | Indonesia       | 37              |  |
|  |            |            |            |       |      | Cina            | Cina            | 13              |  |

## 4ª divisione
|  | Semifinali | Semifinali | Semifinali |          |        | Finale          | Finale          | Finale          |  |
|  |            |            |            |          |        |                 |                 |                 |  |
|  | Libano     | Libano     | 35         |          |        |                 |                 |                 |  |
|  | Libano     | Libano     | 35         |          |        |                 |                 |                 |  |
|  | Uzbekistan | Uzbekistan | 25         |          |        |                 |                 |                 |  |
|  | Uzbekistan | Uzbekistan | 25         |          | Libano | Libano          | 45              |                 |  |
|  |            |            |            |          | Libano | Libano          | 45              |                 |  |
|  |            |            | Pakistan   | Pakistan | 12     |                 |                 |                 |  |
|  | Pakistan   | Pakistan   | Pakistan   | Pakistan | 12     | 31              |                 |                 |  |
|  | Pakistan   | Pakistan   |            |          |        | 31              |                 |                 |  |
|  | Laos       | Laos       | 25         |          |        | Finale 3º posto | Finale 3º posto | Finale 3º posto |  |
|  | Laos       | Laos       | 25         |          |        |                 |                 |                 |  |
|  |            |            |            |          |        |                 |                 |                 |  |
|  |            |            |            |          |        | Uzbekistan      | Uzbekistan      | 18              |  |
|  |            |            |            |          |        | Uzbekistan      | Uzbekistan      | 18              |  |
|  |            |            |            |          |        | Laos            | Laos            | 15              |  |

## 5ª divisione
|  | Finale   |          |    |    |    |  |
|  |          |          |    |    |    |  |
|  | Cambogia | Cambogia | 38 | 28 | 66 |  |
|  | Brunei   | Brunei   | 0  | 0  | 0  |  |